# Habau

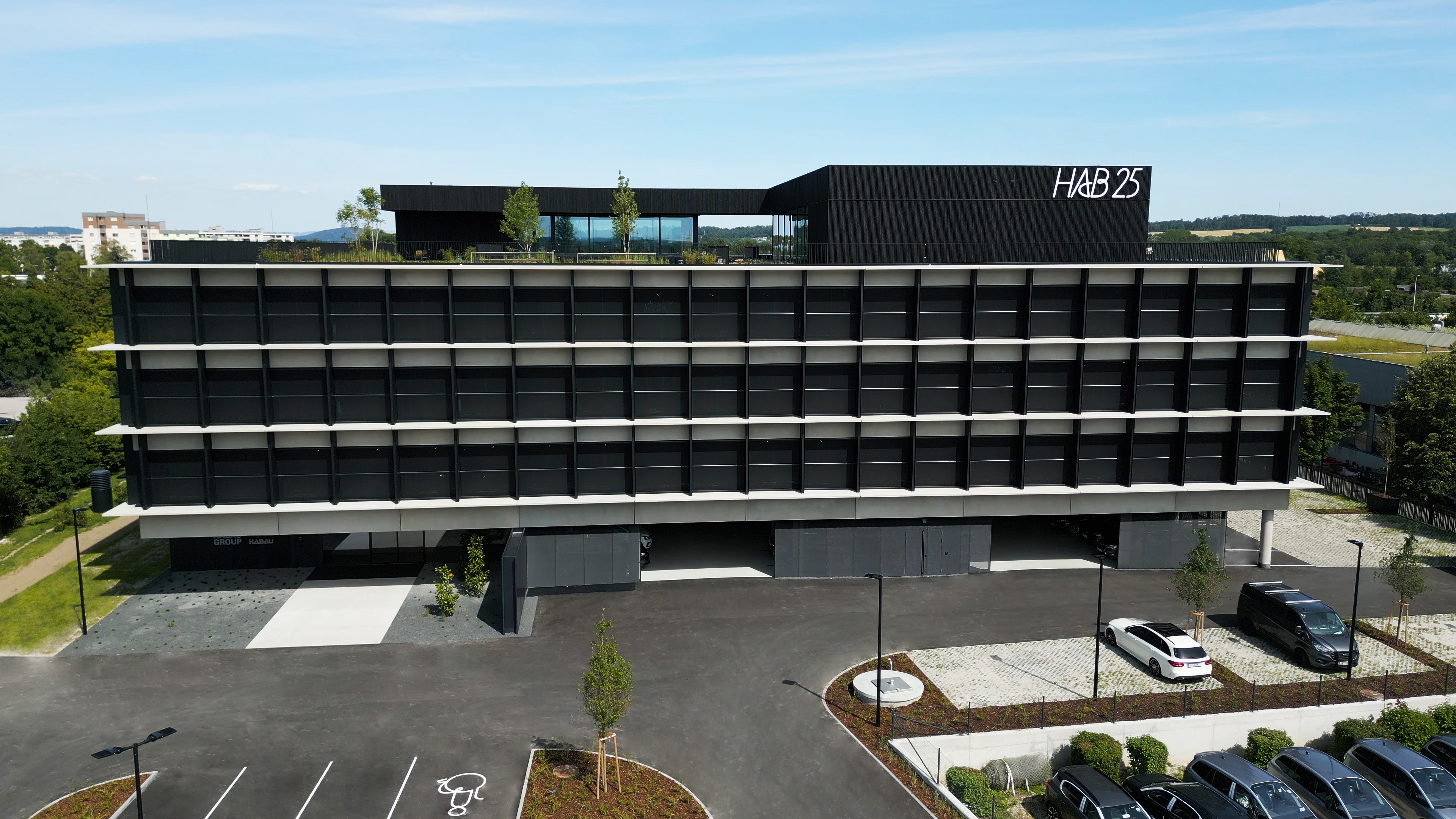
HAB25 – Habau Standort in Linz

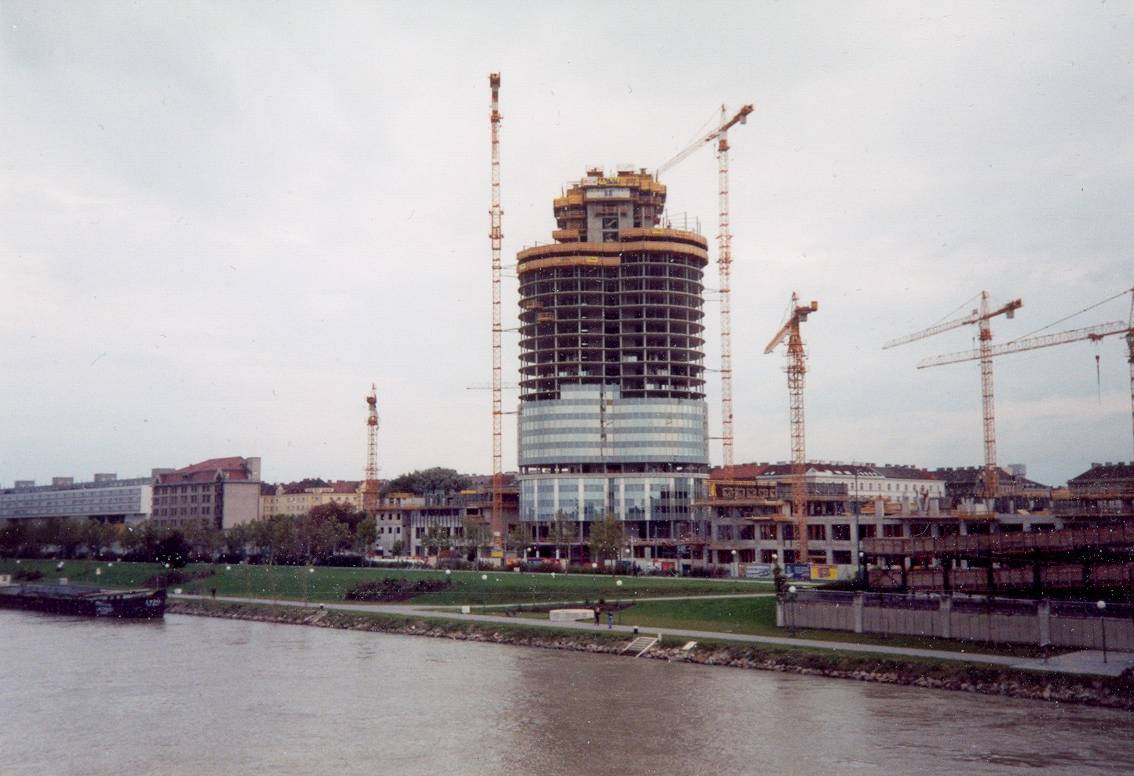
Wien 1998, Millenium Tower in Bau

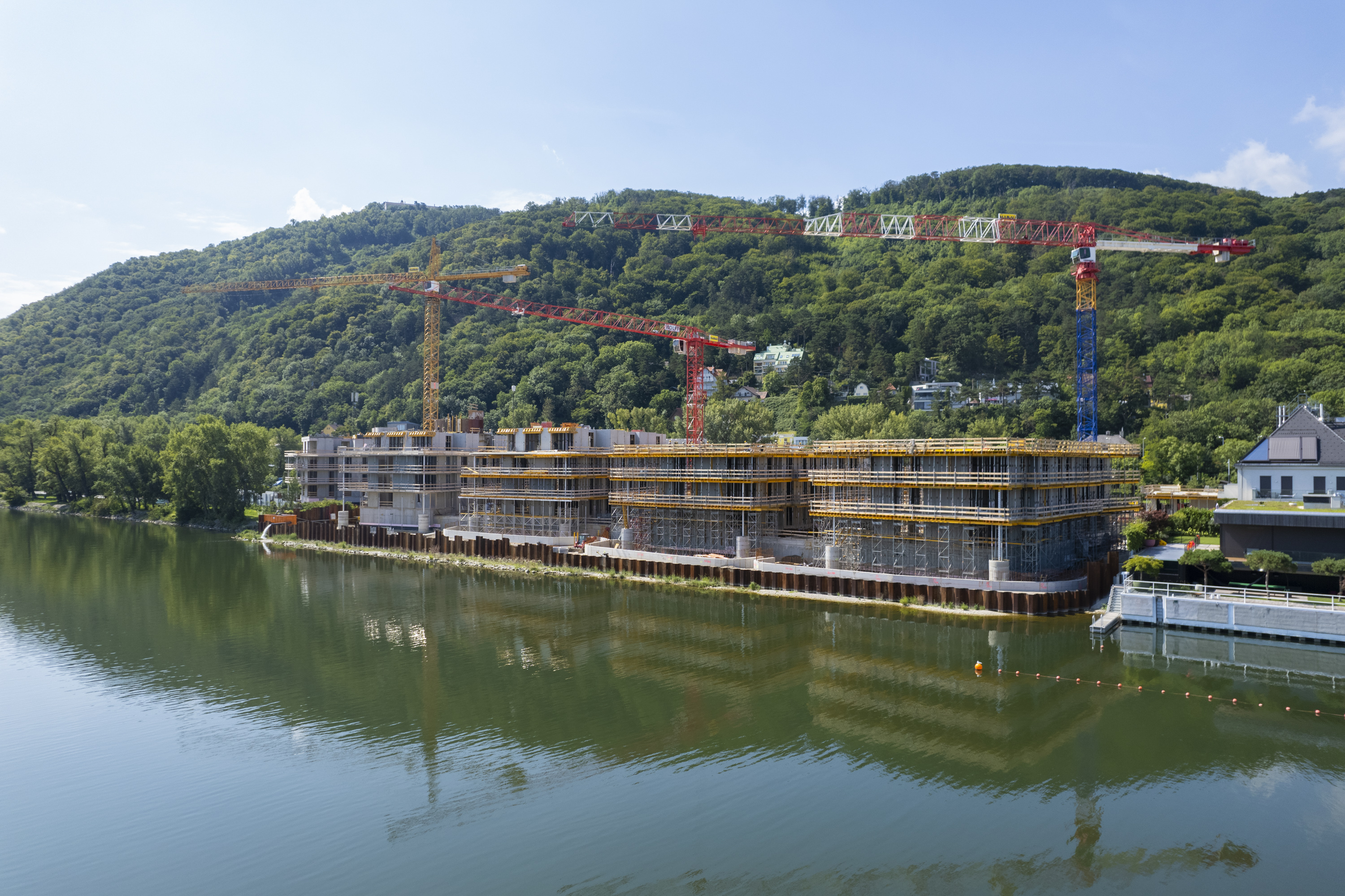
The Shore – 1190 Wien

Habau (Eigenschreibweise HABAU) mit Sitz in Perg (Oberösterreich) ist ein Baukonzern.

## Geschichte
Grundstein für die Entwicklung der Habau Unternehmensgruppe war 1913 die Anmeldung eines Baubetriebs-Maurermeistergewerbes durch Vinzenz Halatschek in Hohenfurth (Vyšší Brod im heutigen Tschechien). Dieser setzte seine Tätigkeit nach Gründung der Tschechoslowakei in Perg fort.
Erich Halatschek übernahm den väterlichen Betrieb 1950 und brachte ihn 1955 in die gemeinsam mit seinem Schwager Georg Heindl (Direktor bei Poschacher in Mauthausen) gegründete Ing. Erich Halatschek & Co. OHG ein, die neue Geschäftsschwerpunkte mit Geräteverleih, maschinellen Erdbewegungen und Tiefbaugewerbe setzte. 2005 wurde Erich Halatschek zum Ehrenbürger der Stadt Perg ernannt.
Mit 5. September 1989 wurde die heutige Habau Hoch- und Tiefbaugesellschaft m.b.H gegründet, deren Gesellschafter aktuell zu 60 % die Halatschek Holding GmbH (gegründet 2000; im Eigentum der Familie Halatschek, Geschäftsführer Peter Halatschek) und zu 40 % die Heindl Holding GmbH (gegründet 1998; im Eigentum der Familie Heindl, Geschäftsführerin Georgine Rumpler-Heindl) sind. Den Aufsichtsratsvorsitz bei Habau führt Erich Halatschek jun., der Sohn von Erich Halatschek (1925–2014).

### Unternehmen der Habau Group
- Habau Hoch- und Tiefbaugesellschaft m.b.H[3]
- Held & Francke Baugesellschaft m.b.H.[4]
- ÖSTU-Stettin Hoch- und Tiefbau GmbH
- Anton Schick GmbH
- PPS Pipeline Systems GmbH
- MCE GmbH
- Habau Deutschland GmbH
- Fuchs Transport-Logistik GmbH
- Habau S.R.L.
- RAS Rohrleitungs- und Anlagen Service GmbH
- S.K.I. Korrosions- und Industriebautenschutz GmbH
- Iso-M Isoliertechnik GmbH
- Habau Infra GmbH